# Zima veštačke inteligencije
U istoriji veštačke inteligencije, zima veštačke inteligencije je period smanjenog finansiranja i interesovanja za istraživanje veštačke inteligencije. Ova oblast je doživjela nekoliko ciklusa intenzivnog uspona, praćenih razočarenjem i kritikama, čemu su sledila smanjenja finansiranja, nakon čega je usledilo ponovno interesovanje godinama ili čak decenijama kasnije.
Ovaj termin se prvi put pojavio 1984. godine kao tema javne debate na godišnjem sastanku AAAI (tada nazvane „Američke asocijacije za veštačku inteligenciju“). Rodžer Šank i Marvin Minski — dva vodeća istraživača veštačke inteligencije koji su preživeli „zimu“ 1970-ih — upozorili su poslovnu zajednicu da je entuzijazam za veštačku inteligenciju izmakao kontroli tokom 1980-ih i da će razočaranje sigurno uslediti. Oni su opisali lančanu reakciju, sličnu „nuklearnoj zimi“, koja bi počela pesimizmom u zajednici u pogledu veštačke inteligencije, praćenom pesimizmom u štampi, nakon čega bi usledilo ozbiljno smanjenje finansiranja, nakon čega bi usledio kraj ozbiljnog istraživanja. Tri godine kasnije industrija veštačke inteligencije vredna milijardu dolara počela je da propada.
Došlo je do dve velike zime otprilike 1974–1980 i 1987–2000, i nekoliko manjih epizoda, uključujući sledeće:
- 1966: neuspeh mašinskog prevođenja
- 1969: kritika perceptrona (rane, jednoslojne veštačke neuronske mreže)
- 1971–75: DARPA-ina frustracija programom istraživanja razumevanja govora na Karnegi Melon univerzitetu
- 1973: veliki pad istraživanja veštačke inteligencije u Ujedinjenom Kraljevstvu kao odgovor na Lajthilov izveštaj
- 1973–74: DARPA je generalno smanjila akademska istraživanja veštačke inteligencije
- 1987: kolaps tržišta LISP mašina
- 1988: otkazivanje nove potrošnje na AI od strane Strateške računarske inicijative
- 1990-te: mnogi ekspertski sistemi su napušteni
- 1990-te: kraj prvobitnih ciljeva kompjuterskog projekta Pete generacije

Entuzijazam i optimizam u vezi sa veštačkom inteligencijom generalno su porasli od najniže tačke ranih 1990-ih. Počevši od 2012. godine, interesovanje istraživačkih i korporativnih zajednica za veštačku inteligenciju (a posebno za podoblast mašinskog učenja) dovelo je do dramatičnog povećanja finansiranja i investicija, što je dovelo do sadašnjeg (prema podacima iz 2024.) procvata veštačke inteligencije.

## Literatura
- Christian, Brian (2020). The Alignment Problem: Machine learning and human values. W. W. Norton & Company. ISBN 978-0-393-86833-3. OCLC 1233266753.
- UNESCO Science Report: the Race Against Time for Smarter Development. (PDF). Paris: UNESCO. 2021. ISBN 978-92-3-100450-6. Архивирано (PDF) из оригинала 18. 6. 2022. г. Приступљено 18. 9. 2021.
- DiFeliciantonio, Chase (3. 4. 2023). „AI has already changed the world. This report shows how”. San Francisco Chronicle. Архивирано из оригинала 19. 6. 2023. г. Приступљено 19. 6. 2023.
- Goswami, Rohan (5. 4. 2023). „Here's where the A.I. jobs are”. CNBC (на језику: енглески). Архивирано из оригинала 19. 6. 2023. г. Приступљено 19. 6. 2023.
- Crevier, Daniel (1993). AI: The Tumultuous Search for Artificial Intelligence. New York, NY: BasicBooks. ISBN 0-465-02997-3.
- Howe, J. (новембар 1994). „Artificial Intelligence at Edinburgh University : a Perspective”. Архивирано из оригинала 17. 8. 2007. г. Приступљено 30. 8. 2007.
- Kurzweil, Ray (2005). The Singularity is Near. Viking Press. ISBN 978-0-670-03384-3.
- Lighthill, Professor Sir James (1973). „Artificial Intelligence: A General Survey”. Artificial Intelligence: a paper symposium. Science Research Council.
- Minsky, Marvin; Papert, Seymour (1969). Perceptrons: an introduction to computational geometry. The MIT Press. ISBN 0-262-13043-2.
- McCorduck, Pamela (2004), Machines Who Think (2nd изд.), Natick, MA: A. K. Peters, Ltd., ISBN 1-56881-205-1
- NRC (1999). „Developments in Artificial Intelligence”. Funding a Revolution: Government Support for Computing Research. National Academy Press. Архивирано из оригинала 12. 1. 2008. г. Приступљено 30. 8. 2007.
- Newquist, HP (1994). The Brain Makers: Genius, Ego, and Greed In The Search For Machines That Think. Macmillan/SAMS. ISBN 978-0-9885937-1-8.
- Gleick, James, "The Fate of Free Will" (review of Kevin J. Mitchell, Free Agents: How Evolution Gave Us Free Will, Princeton University Press, 2023, 333 pp.). The New York Review of Books. LXXI (1): 27—28. 18. 1. 2024. Недостаје или је празан параметар |title= (помоћ), 30. "Agency is what distinguishes us from machines. For biological creatures, reason and purpose come from acting in the world and experiencing the consequences. Artificial intelligences – disembodied, strangers to blood, sweat, and tears – have no occasion for that." (p. 30.)
- Marcus, G. (2017). „Am I Human?: Researchers need new ways to distinguish artificial intelligence from the natural kind”. Scientific American. 316 (3): 58—63. PMID 28207697. doi:10.1038/scientificamerican0317-58., .  (March 2017),.  Multiple tests of artificial-intelligence efficacy are needed because, "just as there is no single test of athletic prowess, there cannot be one ultimate test of intelligence."  One such test, a "Construction Challenge", would test perception and physical action—"two important elements of intelligent behavior that were entirely absent from the original Turing test."  Another proposal has been to give machines the same standardized tests of science and other disciplines that schoolchildren take.  A so far insuperable stumbling block to artificial intelligence is an incapacity for reliable disambiguation.  "[V]irtually every sentence [that people generate] is ambiguous, often in multiple ways."  A prominent example is known as the "pronoun disambiguation problem":  a machine has no way of determining to whom or what a pronoun in a sentence—such as "he", "she" or "it"—refers.
- Luke Muehlhauser (септембар 2016). „What should we learn from past AI forecasts?”. Open Philanthropy Project.
- Gursoy, Furkan; Kakadiaris, Ioannis A. (2023). „Artificial intelligence research strategy of the United States: Critical assessment and policy recommendations”. Frontiers in Big Data. 6. PMC 10440374 . PMID 37609602. doi:10.3389/fdata.2023.1206139 .
- Roivainen, Eka (2023). „AI's IQ: ChatGPT aced a [standard intelligence] test but showed that intelligence cannot be measured by IQ alone”. Scientific American. 329 (1): 7. PMID 39038127. doi:10.1038/scientificamerican0723-7., .  (July/August 2023),. "Despite its high IQ, ChatGPT fails at tasks that require real humanlike reasoning or an understanding of the physical and social world.... ChatGPT seemed unable to reason logically and tried to rely on its vast database of... facts derived from online texts."

## Spoljašnje veze
- ComputerWorld article (February 2005)
- „AI Expert Newsletter (January 2005)”. Архивирано из оригинала 09. 11. 2013. г.
- "If It Works, It's Not AI: A Commercial Look at Artificial Intelligence startups"
- Patterns of Software- a collection of essays by Richard P. Gabriel, including several autobiographical essays
- Review of "Artificial Intelligence: A General Survey" by John McCarthy
- Other Freddy II Robot Resources Includes a link to the 90 minute 1973 "Controversy" debate from the Royal Academy of Lighthill vs. Michie, McCarthy and Gregory in response to Lighthill's report to the British government.